# تشيكلانا دي سيغورا
بلدية تشيكلانا دي سيغورا (بالإسبانية: Chiclana de Segura) هي بلدية تقع في مقاطعة خاين التابعة لمنطقة أندلوسيا جنوب إسبانيا.

## الديموغرافيا
بلغ عدد سكان بلدية تشيكلانا دي سيغورا 1.176 نسمة عام 2011 (وفقاً للمعهد الوطني للإحصاء الإسباني).
| 1.679 | 1.390 | 1.295 | 1.194 | 1.154 | 1.230 | 1.176 |

## توأمة
لتشيكلانا دي سيغورا اتفاقيات توأمة مع:
- كيوزا سكلافاني